# Rønne Theater

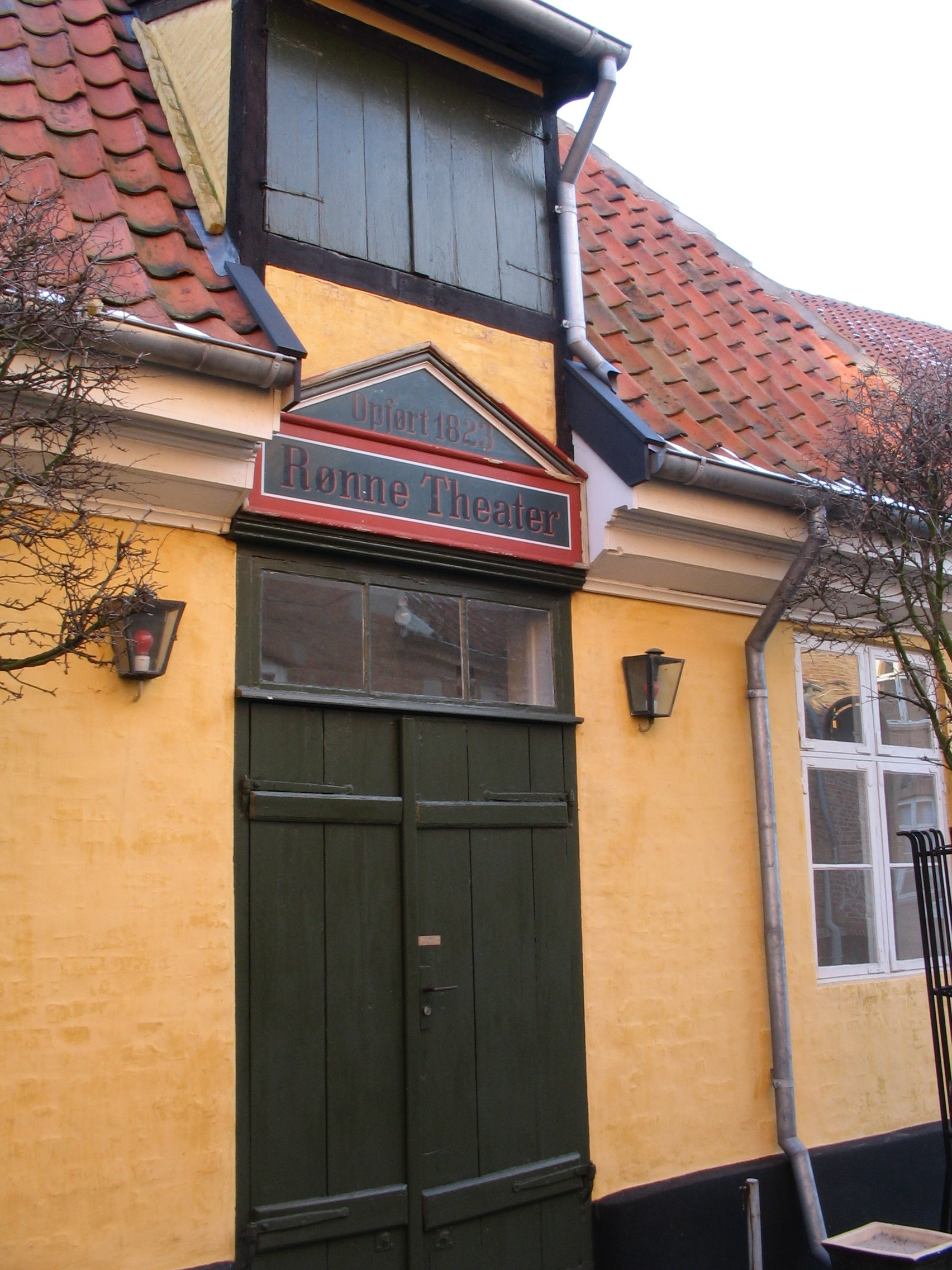
Theatrens Entre

Het Rønne Theater is het oudste theater van Denemarken en werd opgeleverd in 1783 uitgebreid in 1823
Het Rønne Theater ligt in het oude gedeelte van de Deense plaats Rønne op het eiland Bornholm, en ligt aan de Teaterstræde op de hoek met Østergade in het oude stadsgebied.
Het theater staat op de lijst van beschermde gebouwen en is nog steeds in gebruik. Onder andere heeft de vereniging Bornholms Teater een vast onderkomen in dit theater. Hoogtepunt is ieder jaar de Bornholmerrevy (Bornholmerrevue). Ook amateurtheater- en operavoorstellingen zijn terugkerende elementen van de jaarlijkse kalender.
Onderhoud en dergelijke worden gesteund door Rønne Theater Venner (Rønne Theater Vrienden).
Het theater trekt jaarlijks vijfentwintigduizend bezoekers.

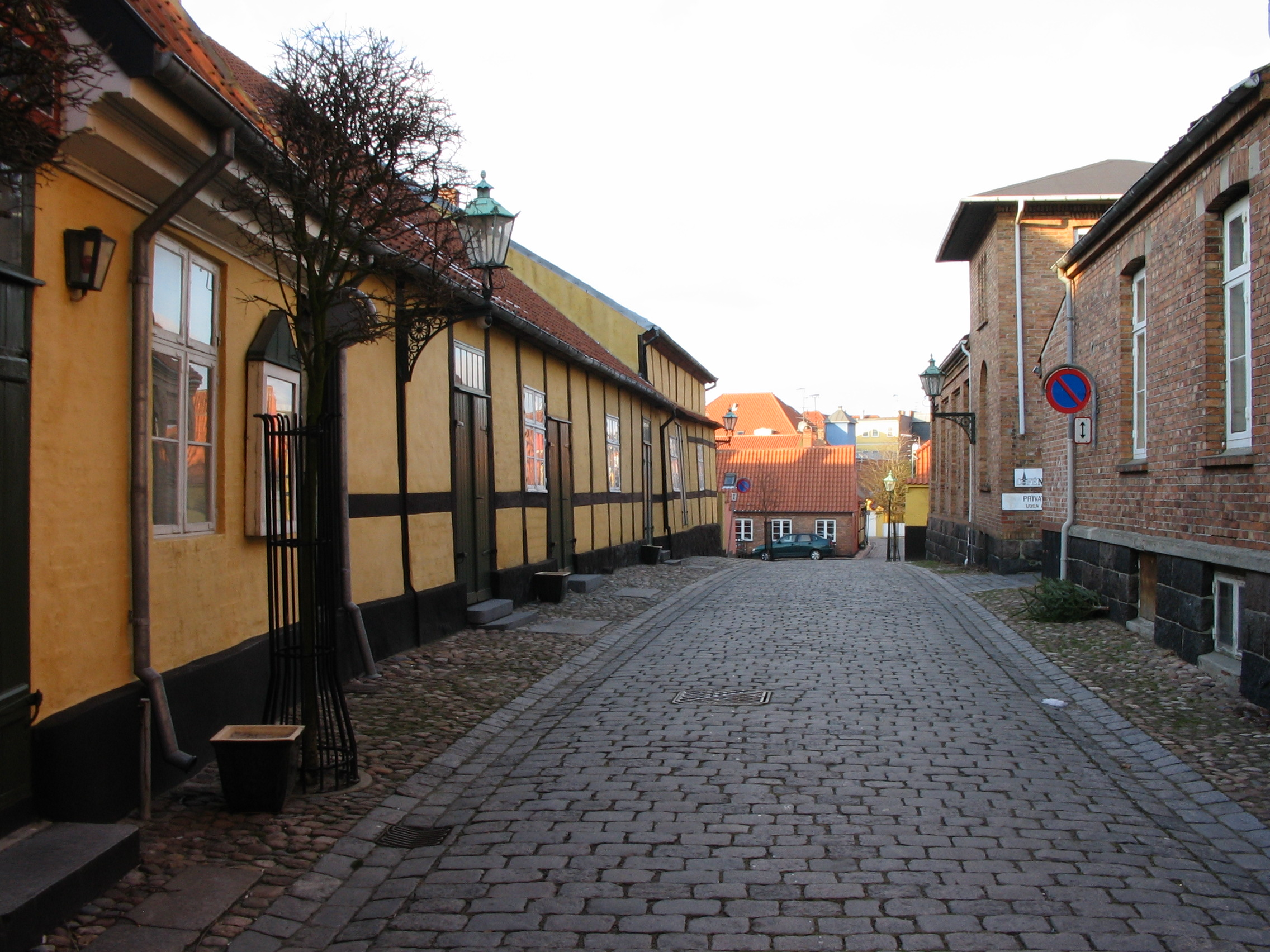
Achterste gedeelte van het theater, naast de entree
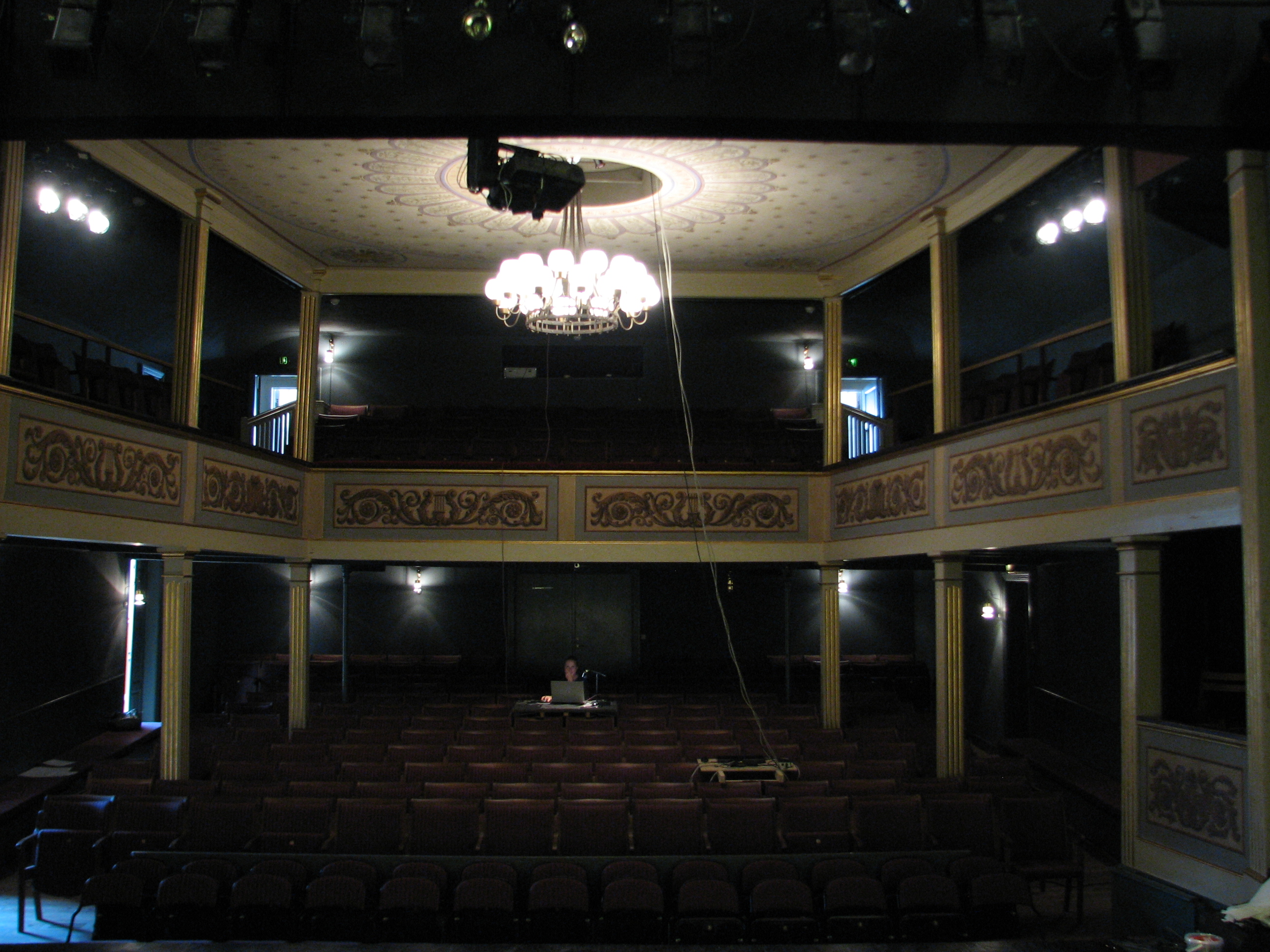
Voorbereidingen voor een show
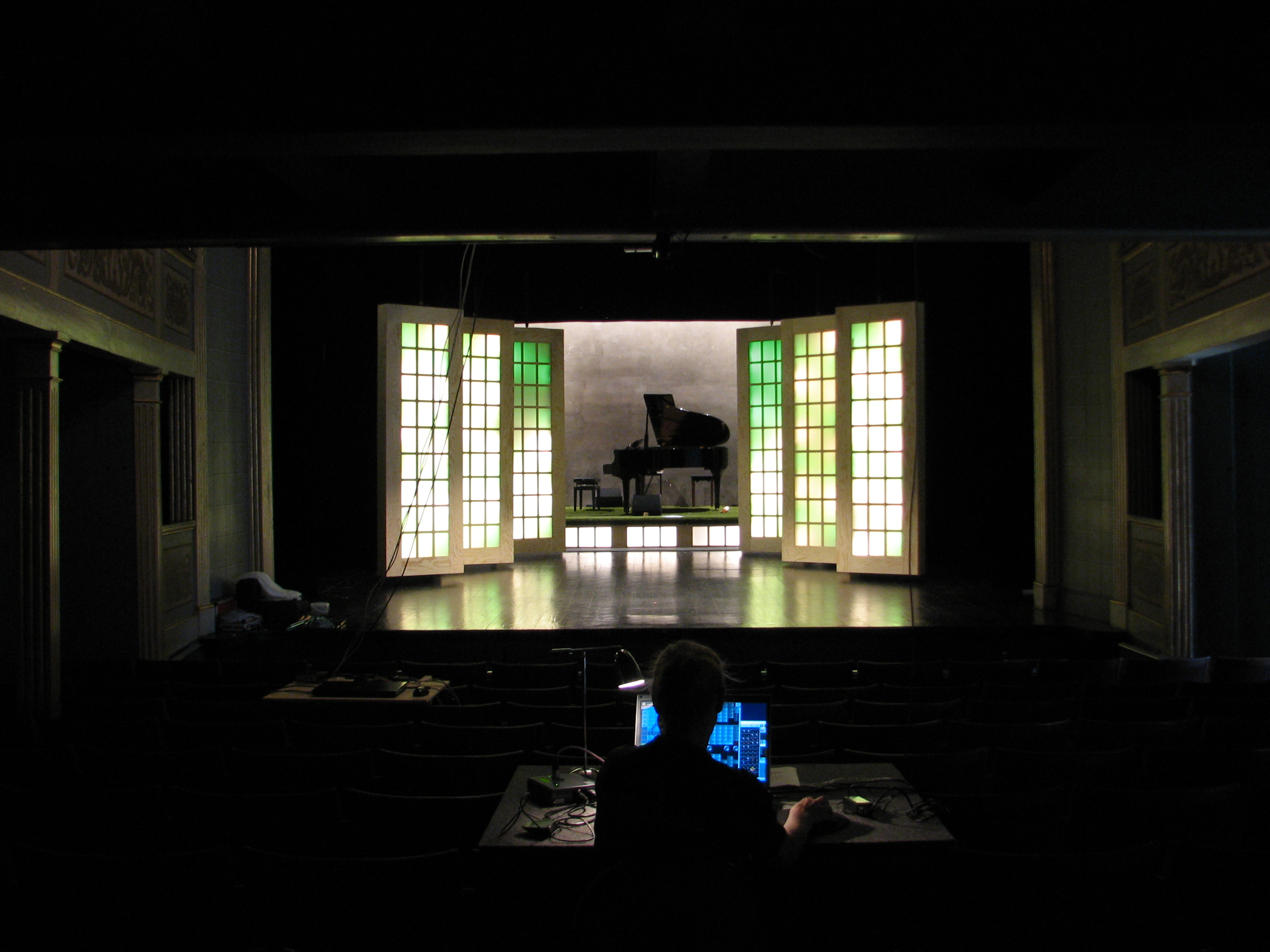
Voorbereidingen voor een show

- Virtual International Authority File: 9565149068473465730002